# Vilunda gymnasium

Vilunda gymnasium, eller Vilundaskolan, var en kommunal gymnasieskola i Upplands Väsby som startades 1971 eller 1975. I samma byggnad låg Upplands Väsby bibliotek. Läsåret 2010/2011 blev det sista för verksamheten efter drygt 30 tidigare läsår. Skolbyggnaden är idag riven.
Under det sista läsåret fanns 650 elever och ca 100 anställda på skolan. Efter nedläggningen flyttade merparten av dessa till Väsby Nya Gymnasium i nybyggda lokaler vid Upplands Väsby station.